# Cytopenie
Een cytopenie is een tekort aan een bepaald bloedceltype. Vaak is een cytopenie het gevolg van een vorm van kanker, of het gebruik van een medicijn (bijvoorbeeld bij chemotherapie).
Wanneer er een tekort bestaat aan alle bloedceltypen noemt men dit een pancytopenie.
Bij een cytopenie kan zowel de aanmaak als de afbraak van het betreffende celtype zijn verstoord.

## Typen
- Anemie, een tekort aan erytrocyten (rode bloedcellen)
- Leukopenie, een tekort aan leukocyten (witte bloedcellen)
- Neutropenie, een tekort aan neutrofielen
- Trombocytopenie (ook wel trombopenie), een tekort aan trombocyten (bloedplaatjes)

## Symptomen
Symptomen en verschijnselen zijn afhankelijk van het celtype. Bij een anemie kan men een "licht gevoel" hebben in het hoofd en zich duizelig voelen, of zelfs kortademig zijn. Een leukopenie of neutropenie maakt de patiënt gevoeliger voor infecties. Bij een (ernstige) trombocytopenie is de bloedingsneiging vaak verhoogd.

## Behandeling
Behandeling is meestal gericht op het verhelpen van de oorzaak, het beperken van de afbraak en/of het stimuleren van de aanmaak van het betreffende celtype.